# WWE女子タッグチーム王座
WWE女子タッグチーム王座（WWE Women's Tag Team Championship）は、アメリカのプロレス団体WWEにおける女子タッグチーム王座である。

## 歴史
1980年代に存在していたWWF世界女子タッグ王座との関係性はない。2018年12月17日収録・24日放送の『ロウ』でWWE世界女子タッグチーム王座の創設を発表した。ブランドはロウ・スマックダウン・NXTに問わずとなる。後にNXT女子タッグ王座創設によりロウ・スマックダウン限定となったが、2023年NXT女子タッグ王座廃止によりNXTも対象が復活した。

## 初代王座決定戦
初代王座決定戦は2019年2月17日のエリミネーション・チェンバーで行われ、ザ・ボス・アンド・ハグ・コネクション（ベイリー&サーシャ・バンクス）が初代王者に戴冠した。
| 退場順 | 退場されたレスラー（s） （タッグチーム）                               | 入場順 | 決めたレスラー（組）            | 決め技                                     | 試合時間 |
| ------ | ---------------------------------------------------------------------- | ------ | ------------------------------- | ------------------------------------------ | -------- |
| 1      | ナオミ （カーメラ & ナオミ）                                           | 5      | ペイトン・ロイス & ビリー・ケイ | アシスト有り丸め込み                       | 17:10    |
| 2      | ペイトン・ロイス & ビリー・ケイ （ジ・アイコニクス）                   | 4      | ナイア・ジャックス & タミーナ   | サモアン・ドロップ（2人同時）              | 20:15    |
| 3      | サラ・ローガン & リヴ・モーガン （ライオット・スクワッド）             | 3      | タミーナ                        | スーパーフライ・スプラッシュ               | 25:05    |
| 4      | タミーナ （ナイア・ジャックス & タミーナ）                             | 6      | 対戦相手全員                    | ダイビング・エルボー・ドロップ（ベイリー） | 27:05    |
| 5      | ソーニャ・デヴィル （マンディ・ローズ & ソーニャ・デヴィル）           | 2      | サーシャ・バンクス              | バンク・ステートメント                     | 33:00    |
| 勝者   | ベイリー & サーシャ・バンクス （ザ・ボス・アンド・ハグ・コネクション） | 1      | N/A                             | N/A                                        | 33:00    |

## 歴代チャンピオン
| タッグチーム名                           | チャンピオン         | チャンピオン           | 戴冠回数 | 保持日数 | 日付           |
| ---------------------------------------- | -------------------- | ---------------------- | -------- | -------- | -------------- |
| ザ・ボス・アンド・ハグ・コネクション     | サーシャ・バンクス   | ベイリー               | 1        | 49日     | 2019年2月17日  |
| ジ・アイコニクス                         | ペイトン・ロイス     | ビリー・ケイ           | 1        | 120日    | 2019年4月7日   |
| —                                        | アレクサ・ブリス     | ニッキー・クロス       | 1        | 61日     | 2019年8月5日   |
| ザ・カブキ・ウォリアーズ                 | アスカ               | カイリ・セイン         | 1        | 180日    | 2019年10月6日  |
| —                                        | アレクサ・ブリス     | ニッキー・クロス       | 2        | 62日     | 2020年4月4日   |
| —                                        | ベイリー             | サーシャ・バンクス     | 2        | 85日     | 2020年6月5日   |
| —                                        | ナイア・ジャックス   | シェイナ・ベイズラー   | 1        | 112日    | 2020年8月30日  |
| —                                        | アスカ               | シャーロット・フレアー | 1        | 41日     | 2020年12月20日 |
| —                                        | ナイア・ジャックス   | シェイナ・ベイズラー   | 2        | 103日    | 2021年1月31日  |
| —                                        | ナタリア             | タミーナ               | 1        | 129日    | 2021年5月14日  |
| —                                        | リア・リプリー       | ニッキー・ASH          | 1        | 63日     | 2021年9月20日  |
| —                                        | クイーン・ゼリーナ   | カーメラ               | 1        | 131日    | 2021年11月22日 |
| —                                        | サーシャ・バンクス   | ナオミ                 | 1        | 46日     | 2022年4月3日   |
| —                                        | ラケル・ロドリゲス   | アリーヤ               | 1        | 13日     | 2022年8月29日  |
| ダメージCTRL                             | ダコタ・カイ         | イヨ・スカイ           | 1        | 48日     | 2022年9月12日  |
| —                                        | アレクサ・ブリス     | アスカ                 | 1        | 4日      | 2022年10月31日 |
| ダメージCTRL                             | ダコタ・カイ         | イヨ・スカイ           | 2        | 114日    | 2022年11月5日  |
| —                                        | ベッキー・リンチ     | リタ                   | 1        | 41日     | 2023年2月27日  |
| —                                        | ラケル・ロドリゲス   | リヴ・モーガン         | 1        | 39日     | 2023年4月10日  |
| —                                        | ロンダ・ラウジー     | シェイナ・ベイズラー   | 1        | 32日     | 2023年5月29日  |
| —                                        | ラケル・ロドリゲス   | リヴ・モーガン         | 2        | 16日     | 2023年7月1日   |
| —                                        | チェルシー・グリーン | パイパー・ニーヴン     | 1        | 737日    | 2023年7月17日  |
| —                                        | カタナ・チャンス     | ケイデン・カーター     | 1        | 40日     | 2023年12月19日 |
| ザ・カブキ・ウォリアーズ（ダメージCTRL） | アスカ               | カイリ・セイン         | 2        | 98日     | 2024年1月26日  |
| —                                        | ジェイド・カーギル   | ビアンカ・ベレアー     | 1        | 42日     | 2024年5月4日   |
| ジ・アンホーリー・ユニオン               | アルバ・ファイア     | アイラ・ドーン         | 1        | 76日     | 2024年6月15日  |
| —                                        | ジェイド・カーギル   | ビアンカ・ベレアー     | 2        | 177日    | 2024年8月31日  |
| —                                        | ラケル・ロドリゲス   | リヴ・モーガン         | 3        | 55日     | 2025年2月24日  |
| —                                        | ベッキー・リンチ     | ライラ・ヴァルキリア   | 1        | 1日      | 2025年4月20日  |
| —                                        | ラケル・ロドリゲス   | リヴ・モーガン         | 4        | 93日     | 2025年4月21日  |